# Jan Kagie
Johannes Leonardus (Jan) Kagie (Den Haag, 2 oktober 1907 – Amsterdam, 31 december 1991) was een Nederlandse schilder en tekenaar.

## Leven en werk
Kagie (ook: Jan Kagie jr.) was een zoon van Johannes Leonardus Kagie (1885-1960). Hij leerde de eerste beginselen van het schilderen van zijn vader, maar was verder autodidact. In 1937 verhuisde hij naar Rolde. Hij kwam in aanraking met de schilders van het kunstenaarscollectief De Ploeg. Samen met een aantal Drentse collega's, waaronder Reinhart Dozy, Anton Heyboer en Hein Kray, richtte hij in 1946 de kunstkring De Drentse Schilders op. In 1948 maakte hij een reis met Heyboer door Frankrijk. Hij vestigde zich het jaar erop in Amsterdam, waar hij tot zijn overlijden zou wonen. 
Kagie schilderde vooral figuratief, landschappen, interieurs en stillevens, maar zijn werk werd abstracter na zijn vestiging in Amsterdam. Hij was lid van de Beroepsvereniging van Beeldende Kunstenaars en Arti et Amicitiae en kreeg in 1984 de Arti-medaille toegekend.